# Cryptus inculcator
Cryptus inculcator là một loài tò vò trong họ Ichneumonidae.